# Tylophora bilobata
Tylophora bilobata är en oleanderväxtart som beskrevs av P.I. Forster. Tylophora bilobata ingår i släktet Tylophora och familjen oleanderväxter. Inga underarter finns listade i Catalogue of Life.